# Bộ chỉ huy Quân sự Hàn Quốc tại Việt Nam
Bộ chỉ huy Quân sự Hàn Quốc tại Việt Nam (Hangul: 주월한국군사령부), là cơ quan chỉ huy quân sự thống nhất đối với các đơn vị quân sự của  Hàn Quốc tại miền Nam Việt Nam trong thời kỳ chiến tranh Việt Nam.

## Lịch sử

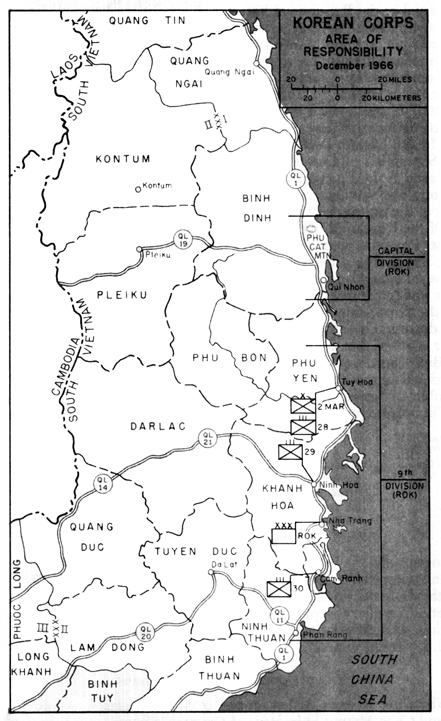
Bản đồ trách nhiệm khu vực hoạt động chiến thuật (Khánh Hòa)

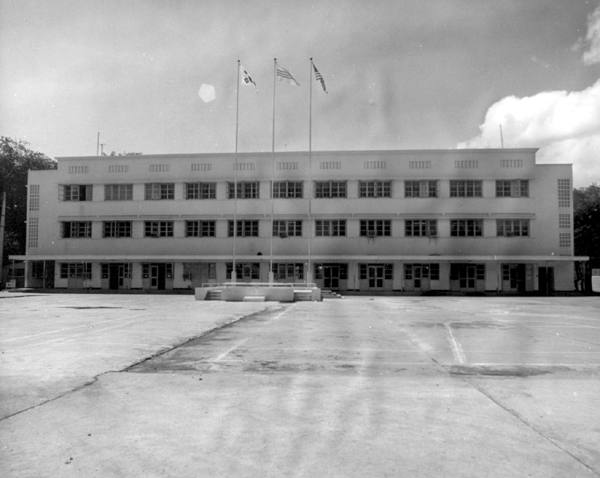
Sở chỉ huy quân đội dã chiến (Nha Trang)

Năm 1964, Sự kiện Vịnh Bắc Bộ xảy ra, và năm 1965, chiến tranh nổ ra giữa miền Bắc Việt Nam và Hoa Kỳ. Khi đó, Mỹ yêu cầu 25 nước bạn bè, trong đó có Hàn Quốc, tham chiến, Hàn Quốc chấp nhận yêu cầu và quyết định gửi quân.
Ngày 22 tháng 9 năm 1965, lệnh thành lập Bộ Tư lệnh Quân sự Hàn Quốc tại Việt Nam được giải quyết. Bộ Tư lệnh Quân sự Hàn Quốc tại Việt Nam được Bộ Tham mưu Liên quân thành lập vào ngày 25 tháng 9 năm 1965 theo Lệnh chung số 16 của Bộ Quốc phòng Hàn Quốc. Người chỉ huy đầu tiên là Thiếu tướng Chae Myung-shin, tư lệnh Sư đoàn Thủ đô.
Ngày 20/10/1965, trụ sở chính triển khai về Sài Gòn, Việt Nam Cộng hòa.

## Các đời chỉ huy trưởng
| STT | Tên             | Năm sinh - Năm mất | Cấp bậc     | Nhiệm kỳ                            | Chức vụ cuối cùng        |
| --- | --------------- | ------------------ | ----------- | ----------------------------------- | ------------------------ |
| 1   | Chae Myung-shin | 1926 – 2013        | Trung tướng | tháng 9 năm 1965 - tháng 4 năm 1969 | Tư lệnh quân 2 dã chiến  |
| 2   | Lý Thế Cảo      | 1925 – 2013        | Trung tướng | tháng 5 năm 1969 - tháng 7 năm 1973 | Tham mưu trưởng Lục quân |

## Cơ cấu
- Sở chỉ huy quân đội dã chiến

Sư đoàn Bộ binh Cơ giới Thủ đô Hàn Quốc

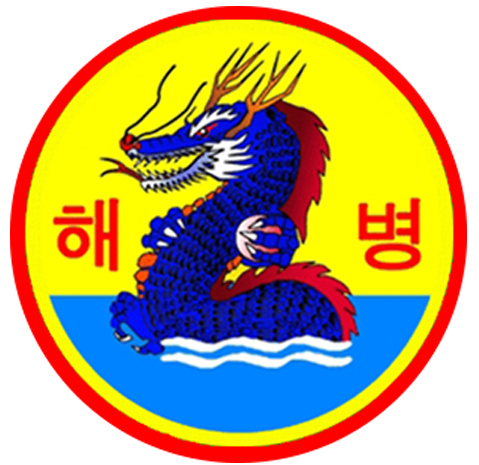
Sư đoàn 2 Thủy quân lục chiến Hàn Quốc

- Sư đoàn Bộ binh Cơ giới Thủ đô Hàn Quốc (수도기계화보병사단, 맹호 부대)
- Sư đoàn Bộ binh 9 Hàn Quốc (백마 부대)
- Sư đoàn 2 Thủy quân lục chiến Hàn Quốc (해병대 제2사단, 청룡 부대)
- Quân đoàn hỗ trợ Quân sự Hàn Quốc tại Việt Nam (주월한국군사원조단, 비둘기 부대)
- Phi đội Vận tải Hải quân Hàn Quốc (해군 수송전대, 백구 부대)
- Cánh không vận thứ 5 Hàn Quốc (제5공중기동비행단, 은마 부대)
- Bộ chỉ huy Hậu cần thứ 100 Hàn Quốc (제100군수사령부, 십자성 부대)